# Alliance of Women Film Journalists
Alliance of Women Film Journalists je nezisková organizace se základnou v New Yorku, která podporuje práci žen ve filmovém průmyslu. Organizace je složená se 76 profesionálních filmových kritiček, novinářek pracujících v tisku, rádiu nebo jiných online médiích. Byla založena v roce 2006.

## EDA Awards
Od roku 2007 se každoročně předávají ceny ceny EDA Awards za nejlepší (a nejhorší) filmy, pro které hlasují členky organizace. Ceny se jmenují EDA Awards podle jména matky zakladatelky AWFJ Jennifer Merin Eda Reiss Merin.
Každoročně se předávají ceny v následujících kategoriích:
- Nejlepší film
- Nejlepší režie
- Nejlepší scénář (adaptovaný, původní)
- Nejlepší mužský výkon v hlavní roli
- Nejlepší ženský výkon v hlavní roli
- Nejlepší mužský výkon ve vedlejší roli
- Nejlepší ženský výkon ve vedlejší roli
- Nejlepší animovaný film
- Nejlepší cizojazyčný film
- Nejlepší dokument
- Nejlepší hudba
- Nejlepší kamera
- Nejlepší střih
- Nejlepší režisérka
- Nejlepší scenáristka
- Nejlepší akční herečka
- Nejlepší animovaná postava
- Objev roku
- Nejlepší nováček
- Nejlepší žena (Women's Image)
- Nestárnoucí herečka
- Celoživotní ocenění
- Ženská ikona
- Herečka, která by potřebovala nového agenta
- Film, který si chtěl milovat, ale prostě si nemohl
- Ocenění za nezapomenutelný moment

Hlavní kategorii se nemění, některé kategorii se však každoročně mění.
Naposledy se ocenění předávalo 9. ledna 2018 na 10. ročníku.